# Асен Жабленски
Асен Николов Жабленски е български хоров диригент.

## Биография
Роден е на 6 септември 1898 г. в Тутракан. Завършва Държавната музикална академия в София през 1924 г. През 1928 – 1933 г. специализира в Париж хармония и хорово диригентство. Между 1920 – 1923 г. и 1944 – 1946 г. е ръководител на хор „Георги Кирков“. Работи като гимназиален учител и директор в Бургаската мъжка гимназия през 1925 – 1940 г. и е диригент на хора и оркестъра при музикалното дружество „Родни звуци“. В периода 1940 – 1944 г. е главен инспектор по музика при Министерство на народното просвещение. От 1949 до 1961 г. е главен редактор и началник на музикалния отдел в издателство „Наука и изкуство“. Преподава хорово дирижиране в Българската държавна консерватория.
Умира в София на 5 септември 1972 г.
Личният му архив се съхранява във фонд 539 в Централен държавен архив. Той се състои от 529 архивни единици от периода 1919 – 1972 г.